# Maisoncelles-la-Jourdan
Pour les articles homonymes, voir Jourdan.
Maisoncelles-la-Jourdan est une ancienne commune française, située dans le département du Calvados en région Normandie, devenue le 1er janvier 2016 une commune déléguée au sein de la commune nouvelle de Vire Normandie.
Elle est peuplée de 476 habitants.

## Géographie
Maisoncelles-la-Jourdan est au sud du Bocage virois. Au sud, la commune est limitrophe du département de la Manche. Son bourg est à 6 km au sud-est de Vire, à 12 km au nord-ouest de Tinchebray et à 13 km au nord-est de Sourdeval.
Son bourg est relié à Vire par la route départementale 175 qui dessert également Truttemer-le-Grand et Truttemer-le-Petit. S'y raccordant, la D 218 permet, au sud-ouest, de rejoindre La Lande-Vaumont. L'Autoroute A84 est accessible à 33 km à Villedieu-les-Poêles en direction de Rennes et à 34 km à Coulvain en direction de Caen.
Le territoire est bordé à l'est et au nord par la Vire qui prend sa source deux kilomètres plus au sud, et à l'ouest par l'un de ses premiers affluents, le ruisseau de Maisoncelles.
Le point culminant (289/290 m) se situe au sud, près de la limite de département, sur la D 86. Le point le plus bas (173 m) correspond à la sortie de la Vire du territoire, au nord-ouest. La commune est bocagère.
| Saint-Germain-de-Tallevende-la-Lande-Vaumont (comm. nouv. de Vire Normandie) | Roullours (comm. nouv. de Vire Normandie) | Truttemer-le-Grand (comm. nouv. de Vire Normandie) |
| Saint-Germain-de-Tallevende-la-Lande-Vaumont (comm. nouv. de Vire Normandie) | Maisoncelles-la-Jourdan                   | Truttemer-le-Grand (comm. nouv. de Vire Normandie) |
| Saint-Germain-de-Tallevende-la-Lande-Vaumont (comm. nouv. de Vire Normandie) | Chaulieu (Manche)                         | Chaulieu (Manche)                                  |

## Toponymie
Le toponyme est attesté sous la forme Maisoncellae en 1158. Il est issu du bas latin mansionica, « maison », lui-même issu du latin mansio. Jourdan est un patronyme, introduit par l'article défini la qui en ancien français, avait valeur de démonstratif : « celle de Jourdan ».
Le gentilé est Maisoncellais.

## Histoire
Le jeudi 15 mai 1828, à 10 h 15, la foudre touche l'église de Maisoncelles, provoquant la chute d'une partie du clocher sur la nef, en pleine célébration de la messe, et tuant huit personnes, dont le maire, M. Viel de Maisoncelles, et en blessant une cinquantaine. Les registres d'état-civil contiennent les actes de décès des huit victimes. Il s'agit de François Germain Vautier, 71 ans, laboureur, Marie Jeanne Françoise Lemonnier, 40 ans, Marie Anne Gabrielle Mauduit, 43 ans, Marie Jeanne Amand, 33 ans, Marie Jeanne Catherine Legueult, 36 ans, Charles Augustin Viel de Maisoncelles, 58 ans, écuyer, chef d'escadron, chevalier de l'ordre royal et militaire de Saint-Louis, maire (décédé à 18 heures), Victoire Julie Emmée Lemonnier, 40 ans, et Marie Françoise Jacqueline Vincent, 60 ans.
Le 1er janvier 2016, Maisoncelles-la-Jourdan intègre avec sept autres communes la commune de Vire Normandie créée sous le régime juridique des communes nouvelles instauré par la loi no 2010-1563 du 16 décembre 2010 de réforme des collectivités territoriales. Les communes de Coulonces, Maisoncelles-la-Jourdan, Roullours, Saint-Germain-de-Tallevende-la-Lande-Vaumont, Truttemer-le-Grand, Truttemer-le-Petit, Vaudry et Vire deviennent des communes déléguées et Vire est le chef-lieu de la commune nouvelle.

## Politique et administration

### Liste des maires
| Période                                  | Période       | Identité                   | Étiquette | Qualité                             |
| ---------------------------------------- | ------------- | -------------------------- | --------- | ----------------------------------- |
| Les données manquantes sont à compléter. |               |                            |           |                                     |
|                                          | 1828          | M. de Maisoncelles         |           |                                     |
| Les données manquantes sont à compléter. |               |                            |           |                                     |
| ca. 1965                                 | mars 1977     | Robert Le Père de Graveron |           |                                     |
| mars 1977                                | mars 1989     | Albert Quéruel             |           | Agriculteur, maire honoraire (2001) |
| mars 1989                                | mars 2001     | Yvette Degrenne            |           |                                     |
| mars 2001                                | mars 2014     | Paul Mette                 | SE        | Instituteur                         |
| mars 2014                                | décembre 2015 | Guy Vélany                 | SE        | Agent administratif                 |

Le conseil municipal était composé de onze membres dont le maire et trois adjoints. Ces conseillers intègrent au complet le conseil municipal de Vire Normandie le 1er janvier 2016 jusqu'en 2020 et Guy Vélany devient maire délégué.

### Liste des maires délégués
| Période         | Période  | Identité   | Étiquette | Qualité                                            |
| --------------- | -------- | ---------- | --------- | -------------------------------------------------- |
| 11 janvier 2016 | En cours | Guy Vélany | SE        | Agent administratif Réélu pour le mandat 2020-2026 |

## Démographie
En 2022, la commune comptait 476 habitants. Depuis 2004, les enquêtes de recensement dans les communes de moins de 10 000 habitants ont lieu tous les cinq ans (en 2007, 2012, 2017, etc. pour Maisoncelles-la-Jourdan) et les chiffres de population municipale légale des autres années sont des estimations.
Maisoncelles-la-Jourdan a compté jusqu'à 1 026 habitants en 1846.
| 1793 | 1800 | 1806 | 1821 | 1831 | 1836 | 1841 | 1846  | 1851  |
| ---- | ---- | ---- | ---- | ---- | ---- | ---- | ----- | ----- |
| 852  | 817  | 851  | 819  | 837  | 907  | 968  | 1 026 | 1 009 |

| 1856 | 1861 | 1866 | 1872 | 1876 | 1881 | 1886 | 1891 | 1896 |
| ---- | ---- | ---- | ---- | ---- | ---- | ---- | ---- | ---- |
| 854  | 808  | 779  | 687  | 657  | 617  | 610  | 632  | 592  |

| 1901 | 1906 | 1911 | 1921 | 1926 | 1931 | 1936 | 1946 | 1954 |
| ---- | ---- | ---- | ---- | ---- | ---- | ---- | ---- | ---- |
| 543  | 555  | 515  | 495  | 490  | 463  | 492  | 494  | 461  |

| 1962 | 1968 | 1975 | 1982 | 1990 | 1999 | 2007 | 2012 | 2017 |
| ---- | ---- | ---- | ---- | ---- | ---- | ---- | ---- | ---- |
| 475  | 462  | 460  | 439  | 443  | 470  | 470  | 467  | 446  |

| 2019 | - | - | - | - | - | - | - | - |
| ---- | - | - | - | - | - | - | - | - |
| 459  | - | - | - | - | - | - | - | - |

## Lieux et monuments

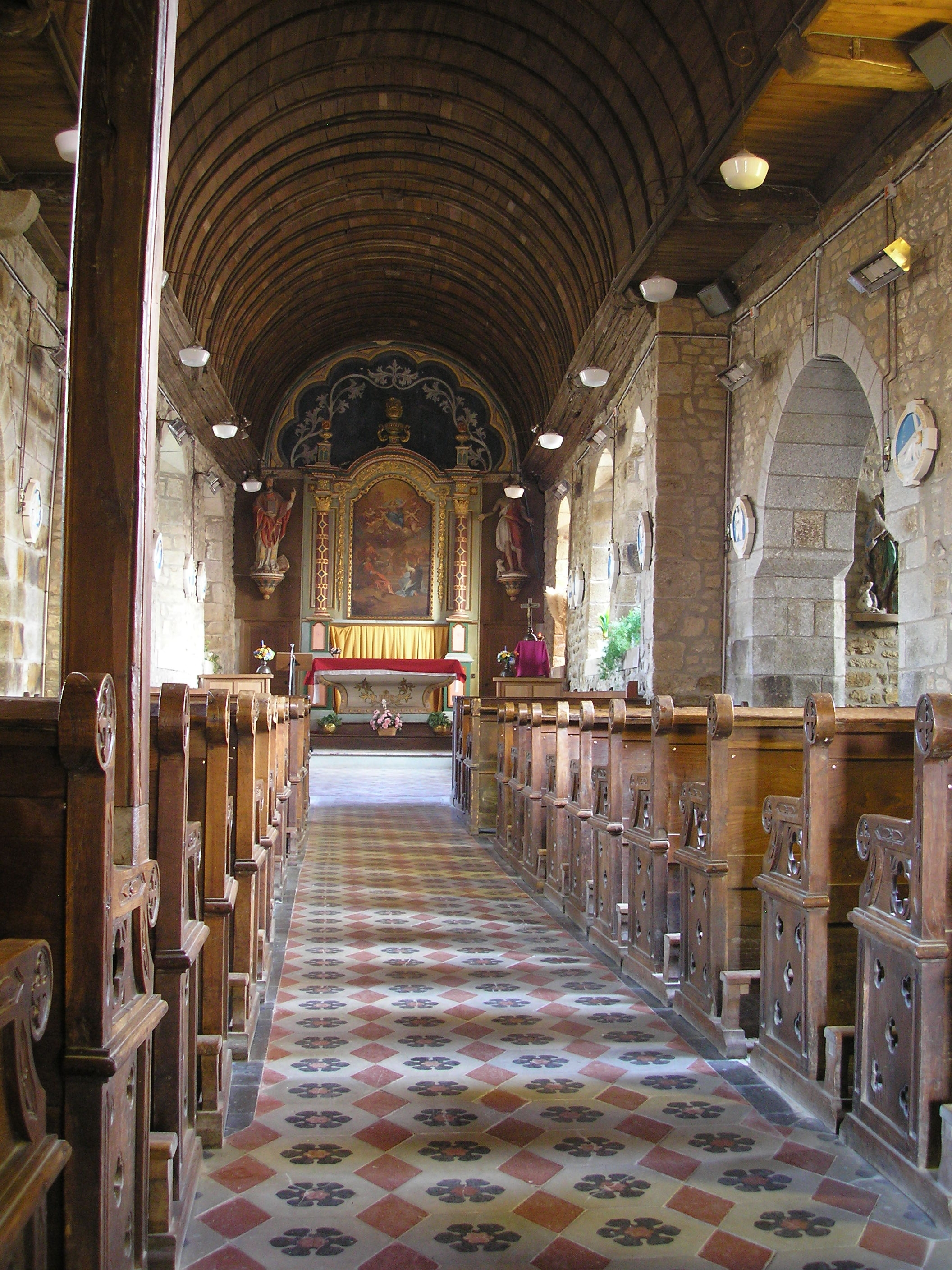
Vue intérieure de l'église Saint-Amand.

- Église Saint-Amand (XVIIe siècle). Dans le cimetière, un pupitre en pierre est inscrit aux Monuments historiques[13].
- Cascades du Pont-ès-Retours, sur la Vire, en limite avec Roullours.
- Le parc des Bisons, parc animalier de 21 hectares, était un pôle touristique des années 2000 de la commune. Il a fermé ses portes en 2011 faute de fréquentation suffisante[14]. Outre des bisons d'Amérique et d'Europe, le parc hébergeait des cerfs d'Écosse (sous-espèce de cerf élaphe), des buffles d'Asie, des chèvres naines, des ratons laveurs et des vaches écossaises[15].